# Michael Paré
Michael Kevin Paré (n. Brooklyn, Nueva York; 9 de octubre de 1958) es un actor estadounidense de cine y televisión. Es más conocido por sus actuaciones en películas como El experimento Filadelfia (1984), Streets of Fire (1984), Village of the Damned (1995), Hope Floats (1998) o Las vírgenes suicidas (1999).

## Biografía
Michael Paré nació el 9 de octubre de 1958 en Brooklyn, Nueva York, hijo de Joan, una ama de casa, y de Francis Paré, quien era dueño de varias tiendas. Tiene seis hermanas y tres hermanos. Su padre tenía ancestros franceses y canadienses, mientras que los de su madre eran irlandeses. Su padre murió cuando él tenía cinco años, a causa de una leucemia, dejando a su madre al cargo de su gran familia. Fue un gran atleta, siendo su primer deporte el boxeo. Paré estudió para ser chef en la Culinary Institute of America, trabajando en ello hasta que se retiró para ser modelo masculino. Su trabajo como modelo le abrió las puertas de la interpretación, cuando fue descubierto por el director de casting Joyce Selznick; en los años 80 estudió interpretación. Reside con su tercera esposa en Ámsterdam, Países Bajos. En el ámbito de la televisión, fue conocido por su papel como secundario en la serie El gran héroe americano (The Greatest American Hero, 1981-1983), en la que interpretaba a uno de los alumnos de Ralph Hinkley, el protagonista.

## Filmografía

### Cine y televisión
| Año  | Título                          | Notas        |
| ---- | ------------------------------- | ------------ |
| 1981 | The Greatest American Hero (TV) | 21 episodios |
| 1981 | Tiempos locos                   | Telefilme    |
| 1983 | Eddie and the Cruisiers         |              |
| 1984 | Streets of Fire                 |              |
| 1984 | The Philadelphia Experiment     |              |
| 1985 | Space Rage                      |              |
| 1986 | Instant Justice                 |              |
| 1987 | Houston Knights (TV)            | 30 episodios |
| 1990 | Moon 44                         |              |
| 1991 | Spanish Rose                    |              |
| 1991 | Zorros del desierto             |              |
| 1992 | Into the Sun                    |              |
| 1993 | Deadly Heroes (TV)              |              |
| 1995 | Village of the Damned           |              |
| 1996 | Bad Moon                        |              |
| 1998 | Hope Floats                     |              |
| 1998 | Ajuste de cuentas               |              |
| 1999 | Las vírgenes suicidas           |              |
| 2006 | Saurian                         |              |
| 2007 | Seed                            |              |
| 2011 | The Lincoln Lawyer              |              |
| 2012 | Gone                            |              |
| 2013 | Assault on Wall Street          |              |
| 2013 | Suddenly                        |              |
| 2013 | How Sweet It Is                 |              |
| 2019 | Hollow Point                    |              |
| 2024 | Wanted Man                      |              |